# William Balée
William Balée, född 1954 i Fort Lauderdale, Florida, USA, är en amerikansk antropolog på Tulane University i New Orleans i USA.
William Balée studerade antropologi på University of Florida, Gainesville med en kandidatexamen 1975 och på Columbia University i New York med magisterexamen 1979 samt 1980. Han disputerade i antropologi på  Columbia University 1984. Han arbetade därefter som forskare på New York Botanical Garden 1984–1988 med insamling av växter inom ett etnobotanikprojekt, och därefter på Museu Paraense Emilio Goeldi i Belém i Brasilien 1988–1991.
Hans främsta fältarbete avsåg ka'aporfolkets kultur i delstaten Maranhão i Brasilien. Under sin tid i Brasilien  arbetade han också med tembé-, assurini-, araweté- och awàfolken.
Han har specialiserat sig på ämnesområdet historisk ekologi.